# IC 1890
IC 1890 је лентикуларна галаксија у сазвјежђу Ован која се налази на листи објеката дубоког неба у Индекс каталогу.
Деклинација објекта је + 19° 12' 31" а ректасцензија 3h 9m 58,4s. Привидна величина (магнитуда) објекта IC 1890 износи 14,6 а фотографска магнитуда 15,6. IC 1890 је још познат и под ознакама MCG 3-9-4, CGCG 464-5, NPM1G +19.0103, PGC 11837.